# Aeroportul Internațional Incheon
Aeroportul Internațional Incheon (coreeană 인천국제공항; IATA: ICN, ICAO: RKSI), localizat în Incheon, la 48 km vest de Seul, este cel mai mare și mai aglomerat aeroport din Coreea de Sud și unul dintre cele mai mari din lume. Acest aeroport este nod aerian pentru Korean Air, Asiana Airlines, Jeju Air și Polar Air Cargo.
În 2012, aeroportul a fost tranzitat de 38.970.864 de pasageri, ceea ce reprezintă o creștere de 11,1% față de anul 2011, și au fost efectuate 254.037 de mișcări de aeronave.

## Companii aeriene și destinații
| Companie aeriene                   | Destinații |
| ---------------------------------- | --- |
| Aeroflot                           | Moscova-Sheremetyevo |
| Aeroflot operat de Vladivostok Air | Khabarovsk, Vladivostok |
| Air Astana                         | Almaty |
| Air Bishkek                        | Bishkek |
| Air Canada                         | Toronto-Pearson, Vancouver |
| Air China                          | Beijing-Capital, Hangzhou, Hefei, Qingdao, Shanghai-Pudong, Tianjin, Yanji |
| Air France                         | Paris-Charles de Gaulle |
| Air India                          | Delhi, Hong Kong |
| Air Macau                          | Macau |
| AirAsia Japan                      | Nagoya-Centrair, Tokyo-Narita |
| AirAsia X                          | Kuala Lumpur |
| Aircalin                           | Nouméa |
| All Nippon Airways                 | Nagoya-Centrair, Osaka-Kansai |
| American Airlines                  | Dallas/Fort Worth |
| Asiana Airlines                    | Almaty, Bangkok-Suvarnabhumi, Beijing-Capital, Busan, Cebu, Changchun, Changsha, Chengdu, Chicago-O'Hare, Chongqing, Clark, Dalian, Da Nang, Delhi, Denpasar/Bali (începând cu 25 iulie 2013), Frankfurt, Fukuoka, Guangzhou, Guilin, Hangzhou, Hanoi, Harbin, Hiroshima, Ho Chi Minh City, Hong Kong, Honolulu, Huangshan, Istanbul-Atatürk, Jakarta-Soekarno-Hatta (reîncepe din 19 iulie 2013), Jeju, Khabarovsk, Koror, Kota Kinabalu, Kumamoto, Londra-Heathrow, Los Angeles, Manila, Matsuyama, Miyazaki, Nagoya-Centrair, Naha, Nanchang, Nanjing, New York-JFK, Osaka-Kansai, Paris-Charles de Gaulle, Phnom Penh, Phuket, Qingdao, Saipan, San Francisco, Seattle/Tacoma, Sendai, Shanghai-Pudong, Shenzhen, Shizuoka, Siem Reap, Singapore, Sydney, Taipei-Taoyuan, Takamatsu, Tashkent, Tianjin, Tokyo-Haneda, Tokyo-Narita, Toyama, Vladivostok, Weihai, Xi'an, Yangon, Yanji, Yantai, Yonago, Yuzhno-Sakhalinsk Sezonier: Asahikawa Charter: Haikou, Johor Bahru, Lijiang, Yancheng |
| British Airways                    | Londra-Heathrow |
| Business Air                       | Bangkok-Suvarnabhumi, Chiang Mai, Phuket, Hat Yai (începând cu 31 august 2013) |
| Cathay Pacific                     | Hong Kong, Taipei-Taoyuan |
| Cebu Pacific                       | Cebu, Kalibo, Manila |
| China Airlines                     | Taipei-Taoyuan |
| China Eastern Airlines             | Changsha, Kunming, Nanjing, Qingdao, Shanghai-Pudong, Taiyuan, Weihai, Xi'an, Yancheng, Yantai |
| China Southern Airlines            | Beijing-Capital, Changchun, Dalian, Guangzhou, Harbin, Mudanjiang, Shanghai-Pudong, Shenyang, Yanji, Zhengzhou |
| Czech Airlines                     | Praga |
| Delta Air Lines                    | Detroit |
| Eastar Jet                         | Bangkok-Suvarnabhumi, Fukuoka (începând cu 17 septembrie 2013), Kota Kinabalu, Osaka-Kansai, Phuket, Tokyo-Narita |
| Emirates                           | Dubai |
| Ethiopian Airlines                 | Addis Ababa |
| Etihad Airways                     | Abu Dhabi |
| EVA Air                            | Kaohsiung, Taipei-Taoyuan |
| Finnair                            | Helsinki |
| Garuda Indonesia                   | Denpasar/Bali, Jakarta-Soekarno-Hatta |
| Hawaiian Airlines                  | Honolulu |
| Japan Airlines                     | Tokyo-Narita |
| Jeju Air                           | Bangkok-Suvarnabhumi, Cebu, Chongqing (începând cu 5 august 2013)July 2013, Fukuoka, Guam, Hong Kong, Manila, Nagoya-Centrair, Osaka-Kansai, Qingdao, Tokyo-Narita |
| Jin Air                            | Bangkok-Suvarnabhumi, Cebu, Clark, Guam, Hong Kong, Macau, Nagasaki (începând cu 24 iulie 2013), Sapporo-Chitose, Vientiane, Yantai Sezonier: Naha |
| KLM                                | Amsterdam |
| Korean Air                         | Akita, Amsterdam, Aomori, Atlanta, Auckland, Bangkok-Suvarnabhumi, Beijing-Capital, Brisbane, Busan, Cebu, Changsha, Chiang Mai, Chicago-O'Hare, Colombo, Daegu, Dalian, Dallas/Fort Worth, Denpasar/Bali, Dubai, Frankfurt, Fukuoka, Guam, Guangzhou, Hakodate, Hanoi, Ho Chi Minh City, Hong Kong, Honolulu, Huangshan, Irkutsk, Istanbul-Atatürk, Jakarta-Soekarno-Hatta, Jeddah, Jeju, Jinan, Kagoshima, Kathmandu, Komatsu, Kota Kinabalu, Koror, Kuala Lumpur, Kunming, Las Vegas, Londra-Heathrow, Los Angeles, Madrid, Malé, Manila, Milanoo-Malpensa, Moscova-Sheremetyevo, Mumbai, Nadi, Nagasaki, Nagoya-Centrair, Nairobi-Jomo Kenyatta, New York-JFK, Niigata, Oita, Okayama, Osaka-Kansai, Paris-Charles de Gaulle, Phnom Penh, Phuket, Praga, Qingdao, Riyadh, Roma-Fiumicino, San Francisco, Săo Paulo-Guarulhos, Sapporo-Chitose, Seattle/Tacoma, Shanghai-Pudong, Shenyang, Shenzhen, Shizuoka, Siem Reap, Singapore, St. Petersburg, Sydney, Taipei-Taoyuan, Tashkent, Tel Aviv-Ben Gurion, Tianjin, Tokyo-Haneda, Tokyo-Narita, Toronto-Pearson, Ulan Bator, Vancouver, Viena, Vladivostok, Washington-Dulles, Weihai, Wuhan, Xi'an, Xiamen, Yangon, Yanji, Zhengzhou, Zürich Sezonier: Cairo, Londra-Gatwick Charter: Anchorage, Calgary, Oslo, Ürümqi, Zagreb |
| Lao Airlines                       | Vientiane |
| Lufthansa                          | Frankfurt, München |
| Malaysia Airlines                  | Kuala Lumpur |
| Mandarin Airlines                  | Kaohsiung |
| MIAT Mongolian Airlines            | Ulan Bator |
| Peach                              | Osaka-Kansai |
| Philippine Airlines                | Cebu, Kalibo (începând cu 25 iulie 2013), Manila |
| Qatar Airways                      | Doha |
| SAT Airlines                       | Yuzhno-Sakhalinsk |
| Scoot                              | Singapore, Taipei-Taoyuan |
| Shandong Airlines                  | Jinan, Qingdao, Yantai |
| Shanghai Airlines                  | Shanghai-Pudong |
| Shenzhen Airlines                  | Shenzhen |
| Sichuan Airlines                   | Chengdu |
| Singapore Airlines                 | San Francisco, Singapore |
| Sky Wings Asia Airlines            | Siem Reap |
| StarFlyer                          | Sezonier: Kitakyushu |
| Thai Airways International         | Bangkok-Suvarnabhumi, Hong Kong, Los Angeles, Phuket, Taipei-Taoyuan |
| Tianjin Airlines                   | Tianjin |
| Turkish Airlines                   | Istanbul-Atatürk |
| T'way Airlines                     | Bangkok-Suvarnabhumi, Fukuoka Charter : Sanya, Shijiazhuang |
| U Airlines                         | Bangkok-Suvarnabhumi |
| United Airlines                    | San Francisco, Tokyo-Narita |
| Uzbekistan Airways                 | Tashkent |
| Vietnam Airlines                   | Da Nang, Hanoi, Ho Chi Minh City |
| Xiamen Airlines                    | Xiamen |
| Yakutia Airlines                   | Yakutsk |
| Zest Airways                       | Cebu (până la 31 august 2013), Kalibo, Manila |